# 董双林
董双林（1956年5月—），男，汉族，河南清丰人，中国水产养殖专家，中国海洋大学教授、博士生导师，曾任中国海洋大学生命科学与技术研究院院长、水产学院院长，中国海洋大学副校长。